# سهرة السيدات (مسرحية)
سهرة السيدات  (يتم تسويقها أحيانًا على أنها سهرة السيدات في الحمام التركي) هي مسرحية من ثلاثة فصول كتبها تشارلتون أندروز وأعدت صياغتها لاحقًا بواسطة أفيري هوبوود. كانت المسرحية عبارة عن مهزلة جنسية مع جزء من المغامرات  في حمام تركي بدلاً من غرفة نوم. عرض القصة إيه إتش وودز في برودواي ، حيث تم افتتاحها تحت إشراف بيرترام هاريسون في 9 أغسطس 1920 في مسرح الإمبراطورية شارع  42 . شهدت "سهرة  السيدات" 375 عرضًا  مع سقوط الستار الأخير في يونيو 1921. وأعيد إحياؤها في برودواي باقتباسات مختلفة في عامي 1945 و1950.  

## الحبكة
جيمي والترز رجل متزوج يتجنب العديد من التجمعات الاجتماعية بسبب رد فعله الشديدة على النساء اللواتي يرتدين أزياء حديثة تكشف أجسادهن. زوجته - دولسي - منزعجة من سلوكه. يسخر منه أصدقائهم - الأزواج أليسيا وفريد وميمي وكورت. يعتقد فريد وكورت أنهما قادران على علاج مخاوفه من خلال اصطحابه إلى حفلة تنكرية حيث سيرى العديد من النساء في ملابس هزيلة. في نفس المساء ، ستأخذ أليسيا وميمي دولسي إلى حمامات لارشمونت ، التي تستضيف حدثًا ليليًا للسيدات فقط. 
يبدأ الفصل الثاني بمجموعة من الرجال يرتدون ملابس تنكرية لحفلة تنكرية، والتي اقتحمتها الشرطة. فيما بعد، بدأ الرجال بالهرب -عبر النافذة المفتوحة- والتي تضعهم داخل حمامات لارشمونت . يتظاهر الرجال بأنهم نساء لتجنب اكتشافهم ، وهذا  التظاهر  يزداد صعوبة بسبب ردود أفعال جيمي تجاه العديد من النساء اللواتي لا يرتدين ملابس في الحمامات. في الفصل الأخير ، يعود الزوجان إلى شقة والترز ، حيث يجب على الرجال شرح وجودهم في الحمامات. نتيجة لمغامرته ، شفي جيمي من استجابته المبالغ فيها لأجساد النساء.

## طاقم العمل
الشخصيات والممثلين من إنتاج البرودواي مذكورة أدناه
| شخصيات                 | طاقم العمل      |
| هيلين بارنز            | تيلي            |
| جون كمبرلاند           | جيمي والترز     |
| إليانور دون            | ملكة جمال مورفي |
| فنسنت ديني             | بوب ستانهوب     |
| إدوارد دوغلاس          | كورت كريمر      |
| نيلي فيلمور            | لولي            |
| كليبورن فوستر          | دولسي والترز    |
| إيفلين جوسنيل          | ميمي تارلتون    |
| بيرل جاردينير          | السيدة الأخضر   |
| جريس كابير             | جوزي            |
| ألين كينج              | أليسيا بونر     |
| إيدا آن لوك            | بابيت           |
| جوليا رالف             | شرطية           |
| السيدة ستيوارات روبسون | السيدة شولتز    |
| أديل رولاند            | سوزون           |
| تشارلز روجلز           | فريد بونر       |
| فريد ساتون             | رجل الإطفاء     |
| جوديث فوسيلي           | رودا بيجوفا     |

## آراء النقاد
تلقى إنتاج برودواي مراجعات سلبية من العديد من النقاد. في مراجعة لـصحيفة نيويورك تايمز ، وصف ألكسندر وولكوت المسرحية بأنها "مهزلة شاقة إلى حد ما" كان المدير والكتاب المسرحيين ينوون استكشافها "إلى أي مدى يمكن أن يذهبوا دون أن يتم القبض عليهم". وصف آرثر هورنبلو المسرحية في مجلة المسرح بأنها "مبتذلة" ولا تستحق مواهب المؤلفين. و قال استعراض في المنتدى إن المادة "غالبًا ما تقترب من الفاحشة. ومع ذلك ، فهي مضحكة بشكل ساخر ، ولا يسع المرء إلا أن يضحك".

## أعمال مستوحاة
أخرج إدوارد ف. كلاين الفيلم الصامت عام 1928 سيدات  في حمام تركي بناءً على المسرحية.
تم عرض نسخة من المسرحية التي نقحها سايروس وود تحت عنوان  ليلة سعيدة سيدات  في برودواي  ، حيث تم افتتاحها في مسرح  رويال في 17 يناير 1945. 
أنتج جورج دبليو براندت في عام 1950 نسخة بعنوان ليلة السيدات في الحمام التركي. تم اختصار المسرحية إلى أقل من ساعة وعرضت خمس مرات في اليوم قبل عرض فيلم المغامرة غير ذي الصلة "جيم الغابة ".   افتتح الإنتاج يوم 17 فبراير في مسرح سلوين  وأغلق في 11 مارس. 

## روابط خارجية
- ليلة السيدات \ قاعدة بيانات إنترنت برودواي.